# Castelo de Dairsie

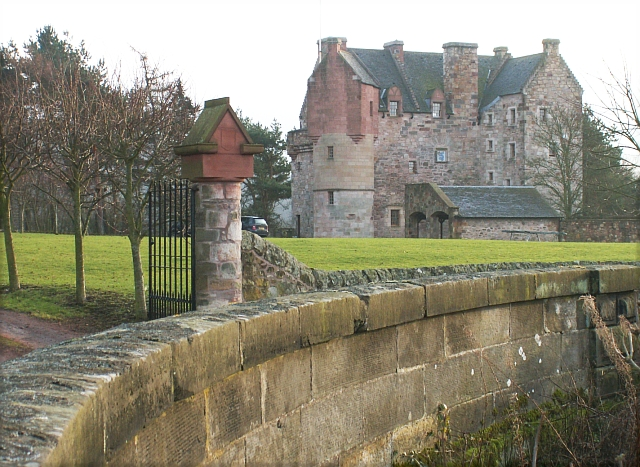
Castelo de Dairsie, Escócia.

O Castelo de Dairsie (em língua inglesa Dairsie Castle) é um castelo localizado em Dairsie, Fife, Escócia.
Encontra-se classificado na categoria "B" do "listed building" desde 1 de março de 1984.